# Gomph Baenre
Gomph Baenre es un personaje de ficción de Reinos Olvidados. Es un drow, archimago de Menzoberranzan durante el mandato de su madre, y posteriormente el de su hermana Triel Baenre como Matrona Baenre. También es hermano de Quenthel Baenre, suma sacerdotisa de La Reina Araña y matrona de Arach-Tinilith. Gomph controla Sorcere, que es la escuela de hechicería de la ciudad de Menzoberranzan, situada en Tier-Breche, donde también se encuentran Arach-Tinilith, Melee-Magthere y Bregan D'aerthe.
Durante su vida, se vio envuelto en una de las mayores catástrofes de Menzoberranzan, el silencio de la Reina Araña, que tuvo como consecuencia, que todas las sacerdotisas de esta deidad, se quedaran sin hechizos y sin los favores que les otorga esta diosa. En esta época de Menzoberranzan, Gomph se las tuvo que ver con el Drow-cadaver Dyrr, un liche (mago nigromante que continúa su existencia mediante la magia oscura una vez muerto), el señor de la quinta casa de Menzoberranzan, la Casa Agrach Dyrr. En el trascurso del combate Gomph es petrificado, pero una vez Lloth vuelve a otorgar sus poderes a sus sacerdotisas, Triel lo libera del encantamiento. También vuelve a reformar la ciudad, destruida en el combate entre Gomph y el drow-cadaver.
Gomph tiene infinidad de objetos mágicos, entre los que destacan un broche que le entrega el poder de no envejecer, apareciendo mucho más joven de lo que es (se calcula que Gomph debe tener 1000 años aprox)
Se sabe que Gomph también és el padre y tutor de Liriel Baenre.
- Datos: Q5882582